# آنا بروگمان
آنا بروگمان (آلمانی: Anna Brüggemann؛ زادهٔ ۲۴ مارس ۱۹۸۱) یک هنرپیشه و فیلم‌نامه‌نویس اهل آلمان است.
از فیلم‌ها یا برنامه‌های تلویزیونی که وی در آنها نقش داشته‌است می‌توان به آناتومی و راه صلیب اشاره کرد.
در سال ۲۰۱۴ میلادی آنا و برادرش، دیتریش بروگمان برای فیلم‌نامهٔ فیلم راه صلیب که در بخش رقابتی شصت و چهارمین دورهٔ جشنواره بین‌المللی فیلم برلین به نمایش درآمد موفق به کسب خرس نقره‌ای بهترین فیلمنامه شدند.